# Maud Engbo
Maud Engbo, född 5 april 1958, är en svensk före detta friidrottare (sprinter) som tävlade för klubben IFK Västerås. 

## Personliga rekord
- 200 meter - 24,82 (Eskilstuna 20 augusti 1983)
- 400 meter - 56,09 (Stockholm 3 augusti 1982)